# Solar Ville
Solar Ville é um bairro localizado no município de Goiânia, capital de Goiás, na região oeste da cidade, no limite com a região noroeste.
Localizado às margens da GO-070, o Solar Ville não possui saídas em sua extremidade oeste. Faz divisa com o Jardim Primavera a norte e com outros bairros residenciais e chácaras a leste e sul.
Segundo dados do Instituto Brasileiro de Geografia e Estatística (IBGE), divulgados pela prefeitura, no Censo 2010 a população do Solar Ville era de 3 473 pessoas.